# Théorie des principales ressources
La théorie des principales ressources est une théorie économique élaborée au cours des années 1920 et 1930 par le théoricien de la communication Harold Innis.
Innis soutient au travers de cette théorie que la prospection et l'exploitation de certaines matières premières (ou « principales ressources ») créent au Canada une économie régionale. La recherche incessante de ressources et le continuel besoin de les exploiter conduisent ainsi à la création d'institutions et façonnent la culture politique de la nation et de ses régions.
Aux dires d'Innis, cette situation empêche la croissance économique : en effet, en raison de l'importance de la fourrure, par exemple, la moitié nord du continent est demeurée britannique. Même si le Canada s'est déclaré indépendant du pouvoir colonial, il a continué de dépendre de la Grande-Bretagne pour son commerce.